# Krueng Mate
Krueng Mate is een bestuurslaag in het regentschap Aceh Utara van de provincie Atjeh, Indonesië. Krueng Mate telt 419 inwoners (volkstelling 2010).